# Amyxa
Amyxa es un género con 3 especies de plantas  perteneciente a la familia Thymelaeaceae.

## Especies seleccionadas
- Amyxa kutcinensis
- Amyxa pluricornis
- Amyxa taeniocera